# Александр Ґеримський
Александр Ґеримський (пол. Ignacy Aleksander Gierymski; 30 січня 1850 Варшава — між 6 і 8 березня 1901, Рим) — польський художник; молодший брат художника Максиміліана Ґеримського.
Навчався малюванню спершу у Варшаві. У 1868—1872 роках продовжує художню освіту в Мюнхенській академії, яку закінчує з золотою медаллю. У 1873—1874 живе в Італії, головним чином в Римі, де відточує свою майстерність.
У 1879—1888 роках живе у Варшаві. Цей час був найбільш плідним для майстра. Він пише види Варшави і сценки з життя її мешканців. Роботи А. Ґеримського в той момент не знайшли належного відгуку у співвітчизників, і художник у 1888 році їде за кордон — до Німеччини і до Франції. Основною темою його творчості стають пейзажі. У 1893—1895 живе у Кракові, розраховуючи отримати професорську кафедру в місцевій Академії. Останні роки життя провів в Італії.
Картини Ґеримського зберігаються в Національному музеї у Варшаві, Національному музеї у Кракові, в музеї в Катовицях.

## Галерея
|                                    |
| Перекупка з апельсинами, 1880-1881 |

|      |
| 1882 |

|                      |
| Катринія, озеро,1886 |

|            |
| Лувр, 1892 |

|      |
| 1887 |

|      |
| 1895 |

|      |
| 1884 |

|                         |
| Собор Амалфі, 1897-1898 |

|              |
| Поезія, 1883 |

|            |
| Море, 1891 |